# BMW M57
Con la sigla BMW M57 si intende una famiglia di motori diesel per uso automobilistico prodotta dal 1998 al 2013 dalla casa automobilistica tedesca BMW.

## Caratteristiche

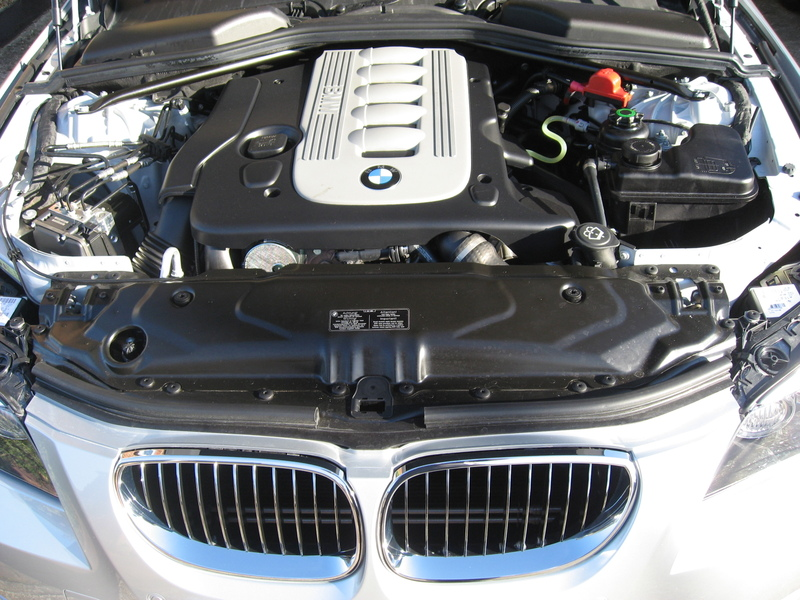
Motore BMW M57D30 su una BMW E60

Questa famiglia di motori piuttosto articolata è stata introdotta sostituire gli ormai anziani motori della famiglia M51. Rispetto ai motori M51, la nuova famiglia M57 è completamente nuova, pur avendo, come si vedrà, qualche punto di contatto con la precedente famiglia.
Tra le varie analogie, vale la pena di ricordare che i motori M57 conservano la stessa architettura a 6 cilindri in linea. Identica è anche la centralina elettronica preposta alla gestione dell'iniezione. Inoltre, è esistita anche una versione strettamente derivata dal 2.5 litri M51.
I punti in comune con la famiglia M51 finiscono qui: per il resto, la famiglia M57 offre delle novità di assoluto rilievo, tra cui:
- alimentazione ad iniezione diretta con tecnologia common rail;
- testata a 4 valvole per cilindro.

Tra il 1999 ed il 2002, alcune versioni dei motori M57 hanno vinto il titolo di Motore dell'anno nella categoria 2.5-3 litri. Ed ancora nel 2005, l'unità M57TUD30 biturbo ha conquistato lo stesso titolo.
La famiglia M57 propone motori che spaziano tra i 2.5 ed i 3 litri, disponibili in varie versioni. Di seguito ne vengono illustrate le caratteristiche e le applicazioni.

### M57D25
È il motore che ha fatto da vero e proprio collegamento tra la famiglia M51 e la famiglia M57. In pratica consiste nel vecchio 2.5 litri M51 (ovviamente nella versione dotata di intercooler), ma dotato di distribuzione plurivalvole e di tecnologia common rail. La cilindrata rimane quindi a 2497 cm³ (alesaggio e corsa = 80x82.8 mm). Grazie alle innovazioni introdotte, la potenza è passata così dai 143 CV della versione M51 ai 163 della nuova versione M57, raggiungibili ad un regime di 4000 giri/min, con un valore di coppia massima pari a 350 Nm tra i 2000 ed i 2500 giri/min.
Tale motore è stato montato unicamente sulla BMW 525d E39 prodotta dal 2000 in poi.
Di questo motore è esistita anche una variante depotenziata, che erogava 150 CV a 4500 giri/min, con coppia massima di 300 N·m tra 1750 e 3000 giri/min. Questo motore è stato prodotto dalla BMW per essere venduto alla Opel, che lo ha montato sulle ultime Omega B 2.5 DTI prodotte tra il 2001 ed il 2003.

### M57TUD25
È in pratica un'evoluzione dell'unità M57D30, rispetto alla quale differisce per la corsa accorciata da 88 a 75.1. La cilindrata è rimasta immutata, mentre la potenza sale a 177 CV a 4000 giri/min, mentre la coppia massima raggiunge i 400 N·m tra i 2000 ed i 2750 giri/min. Tale motore sostituisce l'unità M57D25 ed è stato montato tra il 2003 ed il 2007 sulle BMW 525d E60/E61.

### M57D30
Nonostante la denominazione faccia pensare ad un 3 litri, questo motore è un 2.9 litri, ed è stato il primo della famiglia M57 ad essere prodotto. Questo motore presenta misure di alesaggio e corsa pari ad 84x88 mm, per una cilindrata complessiva di 2926 cm³. La potenza massima è di 184 CV a 4000 giri/min, con un valore massimo di coppia pari a 390 N·m a 1750 giri/min.
Tale motore è stato montato su:
- BMW 330d/330xd E46 berlina e Touring (1999-03);
- BMW 530d E39 (1998-2000).

Di questo motore è esistita anche una leggera variante, che differiva per il valore massimo di coppia motrice, il quale passava da 390 a 410 N·m. In questa configurazione, questo motore è stato montato su:
- BMW 730d E38 (1998-2000);
- BMW X5 3.0d E53 (2001-03).

Inoltre, a partire dal 2000, è stata introdotta un'ulteriore variante di tale motore, che erogava una potenza massima di 193 CV a 4000 giri/min mentre la coppia massima rimaneva ferma a 410 N·m a 1750 giri/min. È stato montato su:
- BMW 530d E39 berlina (2000-03);
- BMW 530d E39 Touring (2000-05);
- BMW 730d E38 (2000-01).

### M57TÜD30
È un'evoluzione del motore precedente: introdotto nel 2000, si differenzia dal M57D30 per la cilindrata, aumentata a 2993 cm³ grazie al leggero allungamento della corsa, da 88 a 90 mm.
Anche di questo motore sono esistite diverse varianti. La prima, introdotta nel 2002, eroga una potenza massima di 218 CV a 4000 giri/min, ed una coppia massima di 500 N·m tra i 2000 ed i 2750 giri/min. È stato montato su:
- BMW 530d E60 (2003-05);
- BMW 530d Touring E61 (2004-05);
- BMW 530xd Touring E61 (2005-07);
- BMW 730d E65 (2002-05);
- BMW X3 3.0d E83 (2005-10);
- BMW X5 3.0d E53 (2003-06);

La seconda variante, introdotta nel 2003, è leggermente meno potente, in quanto eroga una potenza massima di 204 CV a 4000 giri/min. La coppia massima, di 410 Nm, è disponibile tra 1500 e 3250 giri/min. Questo motore è stato montato su:
- BMW 330d/330xd E46 berlina e Touring (2003-05);
- BMW 330Cd E46 coupé e cabriolet (2003-07);
- BMW X3 3.0d E83 (2003-05).

La terza variante, quella più potente, è caratterizzata dalla doppia sovralimentazione mediante due turbocompressori disposti in serie. Ciò consente al propulsore di erogare una notevole potenza massima, pari a ben 272 CV a 4000 giri/min, con un picco di coppia di 560 N·m a 2000 giri/min. Questo motore ha equipaggiato solo la BMW 535d E60 (2003-07) e la BMW 535d E61, ossia la versione Touring (2004-07).

### M57TU2D30
L'ultima evoluzione del 3 litri turbodiesel common rail prodotto da BMW negli anni 2000 prevede tre livelli di potenza massima, rispettivamente di 197, 231 e 235 CV a 4000 giri/min, con una coppia massima tra i 400, 500 e 520 N·m tra 2000 e 2750 giri/min. Tale motore, introdotto nel 2005 nella variante da 231 CV, è stato proposto nel 2006 anche nella variante da 197 CV, mentre nel 2007 la variante più potente è stata portata a 235 CV. Nel 2006, è arrivata anche una versione ancor più prestazionale di questa unità motrice. Nelle sue differenti configurazioni, tale motore è stato montato su:
- 197 CV (M57TU2D30UL):
  - BMW 325d E90/E91/E92/E93 (2006-08);
  - BMW 525d E60/E61 (2006-10).
- 231 CV (M57TU2D30OL):
  - BMW 330d/330xd E90/E91 (2005-08);
  - BMW 330d/330xd Coupé E92 (2006-08);
  - BMW 330d Cabriolet E93 (2007-08);
  - BMW 530d E60/61 (2005-07);
  - BMW 730d E65/E66 (2005-08);
- 235 CV (M57TU2D30OL):
  - BMW 530d/530xd E60/61 (2007-10);
  - BMW X5 3.0d E70 (2007-2010)
  - BMW X6 xDrive30d E71 (2008-10).

### M57TU2D30TOP

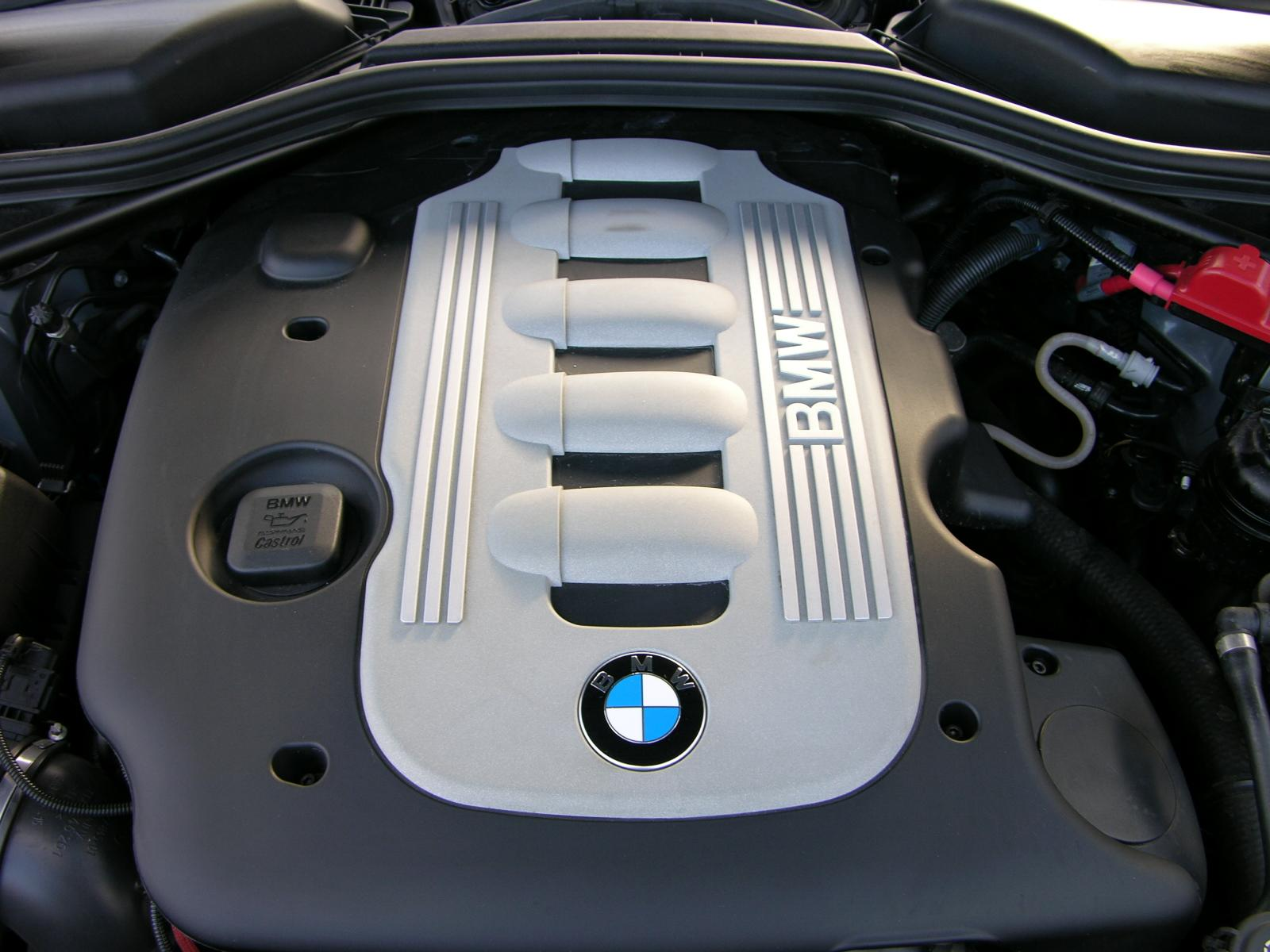
Motore M57TU2D30TOP montato su una BMW 635d del 2007

Vi è infine un'ulteriore variante, codificata come M57TU2D30TOP, destinata ad affiancare e via via rimpiazzare l'unità M57TUD30 da 272 CV, della quale riprende la doppia sovralimentazione. Tale unità eroga 286 CV a 4400 giri/min, con un picco di coppia di 580 N·m tra 1750 e 2250 giri/min. Questo motore è stato montato su:
- BMW 335d E90/E91/E92 (2006-12);
- BMW 335d E92 (2006-13);
- BMW 535d E60/E61 (2006-10);
- BMW 635d E63-64 (2008-11);
- BMW X3 3.0sd E83 (2006-10);
- BMW X5 3.0sd E70 (2007-10);
- BMW X6 xDrive35d E71 (2008-10).

Nel settembre 2008 questo motore ha cominciato ad essere sostituito dal più moderno 3 litri N57 ricavato sulla stessa base, ma con soluzioni più moderne e migliori prestazioni.

## Tabella riepilogativa
| Variante     | Potenza CV/rpm | Coppia Nm/rpm | Applicazioni                   | Anni di produzione                                                             |
| ------------ | -------------- | ------------- | ------------------------------ | ------------------------------------------------------------------------------ |
| M57D25       | 150/4000       | 300/1750-3000 | Opel Omega B 2.5 DTI           | 2000-2003                                                                      |
| M57D25       | 163/4000       | 350/2000-2500 | BMW 525d E39                   | 2001-2003                                                                      |
| M57TÜD25     | 177/4000       | 400/2000-2750 | BMW 525d E60/E61               | 2003-2007                                                                      |
| M57D30       | 184/4000       | 390/1750      | BMW 330d/330xd E46             | 1999-2003                                                                      |
| M57D30       | 184/4000       | 390/1750      | BMW 530d E39                   | 1998-2000                                                                      |
| M57D30       | 184/4000       | 410/1750      | BMW 730d E38                   | 1998-2000                                                                      |
| M57D30       | 184/4000       | 410/1750      | BMW X5 3.0d E53                | 2001-2003                                                                      |
| M57D30       | 193/4000       | 410/1750      | BMW 530d E39                   | 2000-2003 (Berlina) 2000-2005 (Touring)                                        |
| M57D30       | 193/4000       | 410/1750      | BMW 730d E38                   | 2000-2001                                                                      |
| M57TÜD30     | 204/4000       | 410/1500-3250 | BMW 330d/330xd E46             | 2003-2005                                                                      |
| M57TÜD30     | 204/4000       | 410/1500-3250 | BMW 330Cd E46                  | 2003-2007                                                                      |
| M57TÜD30     | 204/4000       | 410/1500-3250 | BMW X3 3.0d E83                | 2003-2005                                                                      |
| M57TÜD30     | 218/4000       | 500/2000-2750 | BMW 530d/530xd E60/E61         | 2003-2005 (530d E60) 2004-2005 (530d E61) 2005-2007 (530xd E61)                |
| M57TÜD30     | 218/4000       | 500/2000-2750 | BMW 730d E65                   | 2002-2005                                                                      |
| M57TÜD30     | 218/4000       | 500/2000-2750 | BMW X3 3.0d E83                | 2005-2010                                                                      |
| M57TÜD30     | 218/4000       | 500/2000-2750 | BMW X5 3.0d E53                | 2003-2006                                                                      |
| M57TÜD30     | 272/4000       | 560/2000      | BMW 535d E60/E61               | 2003-2007 (E60) 2004-2007 (E61)                                                |
| M57TÜ2D30UL  | 197/4000       | 400/2000-2750 | BMW 325d E90/E91/E92/E93       | 2006-2008                                                                      |
| M57TÜ2D30UL  | 197/4000       | 400/2000-2750 | BMW 525d E60/E61               | 2006-2010                                                                      |
| M57TÜ2D30OL  | 231/4000       | 500/2000-2750 | BMW 330d/330xd E90/E91/E92/E93 | 2005-2008 (330d/330xd E90/E91) 2006-2008 (330d/330xd E92) 2007-2008 (330d E93) |
| M57TÜ2D30OL  | 231/4000       | 500/2000-2750 | BMW 530d E60/E61               | 2005-2007                                                                      |
| M57TÜ2D30OL  | 231/4000       | 500/2000-2750 | BMW 730d E65/E66               | 2005-2008                                                                      |
| M57TÜ2D30OL  | 235/4000       | 520/2000-2750 | BMW 530d/530xd E60/E61         | 2007-2010                                                                      |
| M57TÜ2D30OL  | 235/4000       | 520/2000-2750 | BMW X5 3.0d E70                | 2007-2010                                                                      |
| M57TÜ2D30OL  | 235/4000       | 520/2000-2750 | BMW X6 xDrive30d E71           | 2008-2010                                                                      |
| M57TÜ2D30TOP | 286/4400       | 580/1750-2250 | BMW 335d E90/E91/E92           | 2006-2012 (E90/E91) 2006-2013 (E92)                                            |
| M57TÜ2D30TOP | 286/4400       | 580/1750-2250 | BMW 535d E60/E61               | 2006-2010                                                                      |
| M57TÜ2D30TOP | 286/4400       | 580/1750-2250 | BMW 635d E63/E64               | 2008-2011                                                                      |
| M57TÜ2D30TOP | 286/4400       | 580/1750-2250 | BMW X3 3.0sd E83               | 2006-2010                                                                      |
| M57TÜ2D30TOP | 286/4400       | 580/1750-2250 | BMW X5 3.0sd E70               | 2007-2010                                                                      |
| M57TÜ2D30TOP | 286/4400       | 580/1750-2250 | BMW X6 xDrive35d E71           | 2008-2010                                                                      |